# Slowpoke
Slowpoke (japanski: ヤドン Yadon) jedan je od 1025 fiktivnih vrsta Pokémona iz medijske franšize Pokémon, skupa Pokémon videoigara, animiranih serija, manga stripova, knjiga, igraćih karata i drugih medija kojima je tvorac Satoshi Tajiri. Svrha je Slowpokea u videoigrama, animiranoj seriji i manga stripovima, kao i svrha ostalih Pokémona, borba s divljim Pokémonima – neukroćenim stvorenjima koje igrači i likovi pronalaze dok kreću na razne avanture – i pripitomljenim Pokémonima drugih Pokémon trenera.

## Etimologijaimena
Ime Slowpoke dolazi od engleske riječi "slowpoke", što je pogrdna riječ korištena za vrijeđanje lijenih i tromih osoba. Isto tako, ime bi moglo biti kombinacija engleske riječi "slow" = spor, i riječi Pokémon. U početku, Slowpoke se trebao zvati Slowmo (vjerojatno kratica za "slow motion" = usporena kretnja). 
Njegovo japansko ime, Yadon, dolazi od japanske riječi "yadokari" = rak samac.

## Pokédex podaci
- Pokémon Red/Blue: Nevjerojatno spor i smušen. Potrebno mu je 5 minuta da osjeti bol nakon što je napadnut.
- Pokémon Yellow: Nevjerojatno spor i trom. Zadovoljan je dok je zavaljen uokolo, ne obazirući se na vrijeme.
- Pokémon Gold: Slobodno lješkari u blizini vode. Ako nešto zagrize njegov rep, neće to primijetiti čitav dan.
- Pokémon Silver: Sladak sok curi iz njegova repa. Iako nije hranjiv, rep je ugodno gristi.
- Pokémon Crystal: Uvijek je smeten i smušen da neće reagirati ni kada je njegov ukusni rep zagrižen.
- Pokémon Ruby/Sapphire: Slowpoke hvata plijen uranjajući ga u vodu na obali rijeke. Ipak, često zaboravlja što čini te radi toga provodi čitav dan na obali rijeke ne radeći ništa.
- Pokémon Emerald: Slowpoke hvata plijen uranjajući ga u vodu na obali rijeke. No, često zaboravlja što čini te radi toga provodi čitave dane na obali rijeke ne radeći ništa.
- Pokémon FireRed: Uvijek je smeten i izgubljen u svojim mislima, no nitko ne zna o čemu zapravo razmišlja. Dobar je pecač, pritom koristeći vlastiti rep.
- Pokémon LeafGreen: Nevjerojatno spor i glupav. Potrebno mu je 5 minuta da osjeti bol nakon što je napadnut.
- Pokémon Diamond/Pearl: Iako usporen, vješt je u hvatanju ribe svojim repom. Ne osjeća bol čak ni kada je njegov rep ugrižen.

## U videoigrama
U Pokémon Red, Blue i Yellow, Slowpokea se može pronaći na Stazi 10, u Safari zoni, te na otocima Morske pjene. Slowpoke je veoma koristan Pokémon u prvotnim verzijama Pokémon videoigara jer je sposoban naučiti tri tehnike pomoću Skrivenih uređaja (HM): Bljesak (Flash), Snagu (Strength) i Surfanje (Surf).
U igrama Pokémon Gold, Silver i Crystal, Slowpoke je veoma čest u Slowpokeovom vrelu u Azelea gradu.
U Pokémon LeafGreen videoigri, Slowpoke je veoma čest i može ga se naći na većem briju različitih Staza, u Safari zoni, na otocima Morske pjene, Nepoznatoj pećini, kao i na većem broju Sevii otoka.
Slowpoke se ističe u HP statusu, no u ostalim je statistikama prosječan ili ispod prosjeka, posebice u Speed statusu. No, Slowpoke nije najsporiji Pokémon (Pokémon s najnižim Speed statusom); ova titula pripada Shuckleu. Slowpokeov je Attack status veći od Special Attack statusa. 

## Tehnike
| Prirodne tehnike                   | Prirodne tehnike | Prirodne tehnike |
| ---------------------------------- | ---------------- | ---------------- |
| Tehnika                            | Vrsta tehnike    | Razina           |
| Prokletstvo (Curse)                | ???              |                  |
| Obaranje (Tackle)                  | Normalni         |                  |
| Zijevanje (Yawn)                   | Normalni         |                  |
| Režanje (Growl)                    | Normalni         | 6                |
| Vodeni pištolj (Water Gun)         | Vodeni           | 11               |
| Zbunjivanje (Confusion)            | Psihički         | 15               |
| Onesposobljavanje (Disable)        | Normalni         | 20               |
| Glavom kroz zid (Headbutt)         | Normalni         | 25               |
| Vodeni puls (Water Pulse)          | Vodeni           | 29               |
| Zen glavom kroz zid (Zen Headbutt) | Psihički         | 34               |
| Lijenčarenje (Slack Off)           | Normalni         | 39               |
| Amnezija (Amnesia)                 | Psihički         | 43               |
| Psihička (Psychic)                 | Psihički         | 48               |
| Ples kiše (Rain Dance)             | Vodeni           | 53               |
| Poboljšana psiha (Psych Up)        | Normalni         | 57               |

## Statistike
| HP:      | 90 |  |
| Attack:  | 65 |  |
| Defense: | 65 |  |
| Special: | 40 |  |
| SpAtk:   | 40 |  |
| SpDef:   | 40 |  |
| Speed:   | 15 |  |

Statistika Special korištena je samo tijekom prve generacije; kasnije je podijeljenja na Special Attack i Special Defense statistike.

## U animiranoj seriji
Slowpoke se dvaput pojavio u Pokémon animiranoj seriji sa značajnijim ulogama. Prvo pojavljivanje u epizodi 68 ("The Evolution Solution") prikazuje Slowpokea koji pripada Pokémon profesoru Westwoodu s otoka Morske pjene, koji se razvija u Slowbroa uz pomoć Tima Raketa. Profesor Westwood na kraju shvati detalje Slowpokeove evolucije.
Drugo značajno pojavljivanje Slowpokea bilo je u epizodi 144 ("A Shadow of a Drought"), koja prikazuje Slowpoke koji prizivaju kišu u Azelea gradu. Gnjev stanovnika koji saznaju da je Ash nagazio na rep Slowpokea podsjeća na važnost svetih krava u indijskoj kulturi. 